# 奇斯蒂利夫
49°36′38″N 25°34′3″E / 49.61056°N 25.56750°E
奇斯蒂利夫（羅馬化：Chystyliv）是位於烏克蘭西部特諾皮爾州特諾皮爾區的村莊，面積2.51平方公里，2024年人口990，人口密度每平方公里388.1人。